# 1820-ті в театрі
1820-ті роки в театрі

## Події
1821
- 21 січня — Перше сценічне втілення п'єси «Наталка Полтавка» І. Котляревського — трупа, очолювана Михайлом Щепкіним (м. Харків)[1]

- 18 червня — прем'єрою опери Карла Вебера «Чарівний стрілець» відкритий Берлінський драматичний театр
- Воронезький публічний театр отримав нову будівлю

1823
- На запрошення директора московських театрів Федора Кокошкіна Феліцата Гюллень-Сор з сім'єю приїжджають в Москву

1824
- 4 серпня — в Берліні відкрився Королевський міський театр[fr]
- 14 жовтня — в Москві закритий театр на Моховій

1825
- 6 (18) січня — виставою «Торжество муз» відкритий Большой театр у Москві[2]
- Перша постановка класичної п'єси театру кабукі «Ецуя Кайдан»

1826
- Фелікс Мендельсон написав музику до п'єси «Сон літньої ночі» Шекспіра — його музика звучала в постановках «Сну літньої ночі» до кінця XIX століття

1827
- 1 липня — комедією В. А. Каратиґіна «Двоє з чотирьох» і водевілем А. Шаховського «Козак-чудотворець» відкрився Кам'янноостровський театр у Санкт-Петербурзі

1828
- Жюль-Анрі де Сен-Жорж став директором театру «Опера-Комік»
- Франц Йозеф Глезер став капельмейстером театру «Ан дер Він»

1829
- 16 травня — прем'єрою опери Вінченцо Белліні «Заира[en] » відкрився Новый герцогский театр[en] в Пармі

## Прем'єри
1821
- 16 грудня — «Руслан і Людмила, або Повалення Чорномора, злого чарівника» балет Адама Глушківського за поемою Олександра Пушкіна, композитор і диригент — Фрідріх Шольц (Пашковський театр, Москва) (Руслан — Адам Глушковський, Людмила — Тетяна Глушковська)[3]

1824
- 2 грудня — «Руслан і Людмила» на основі московського спектаклю Адама Глушковського (постановка Дідло і Огюста, Большой театр (Санкт-Петербург)) (бенефіс танцівника Огюста. Руслан — Микола Гольц, Людмила — Авдотья Істоміна)

1828
- 29 лютого — «Німа з Портічі» опера Даніеля Обера, лібрето Жермена Делавіня та Ежена Скріба ((диригент Франсуа Абенек, театрі на вулиці Ле Пелетьє[fr], Париж) (Фенелла — балерина Ліз Нобле, Мазаньєлло — тенор Адольф Нуррі, принцеса Ельвіра — Лаура Чінті-Дамор)[4]

## Персоналії

### Народилися

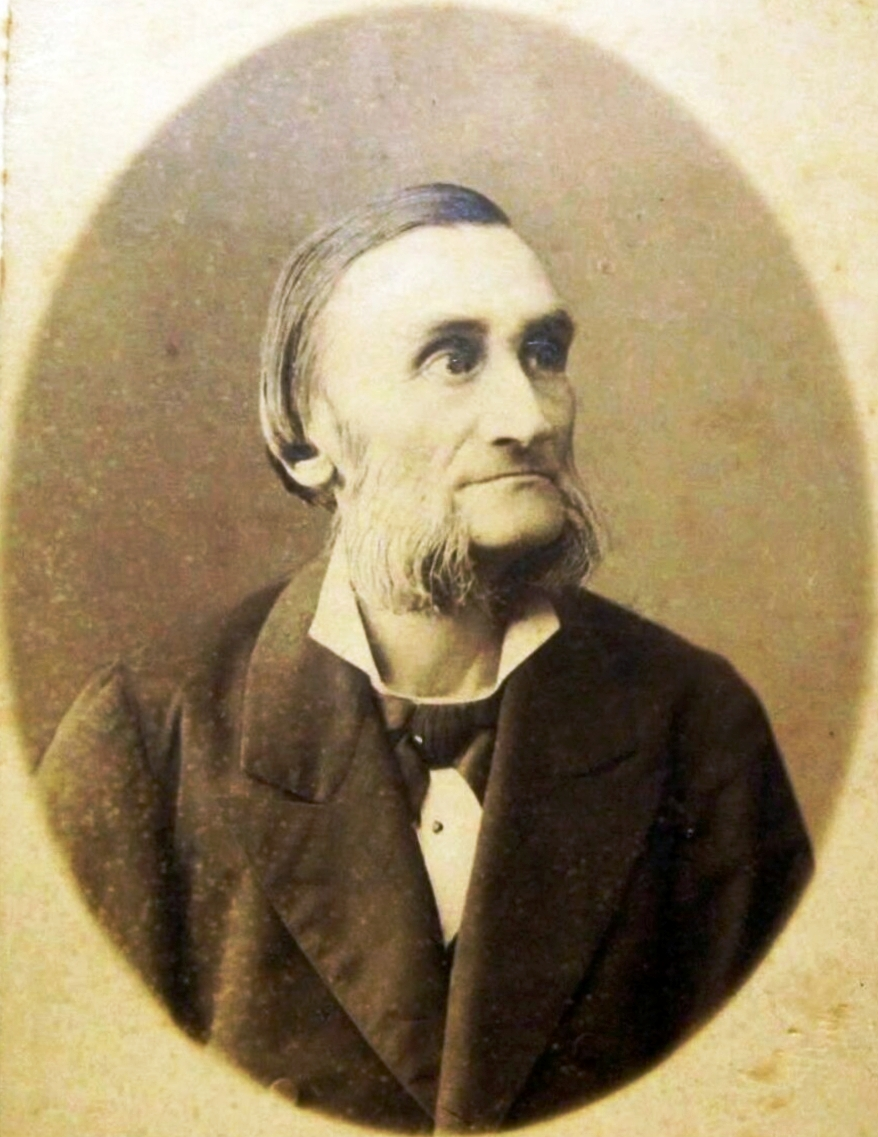
Леонід Глібов
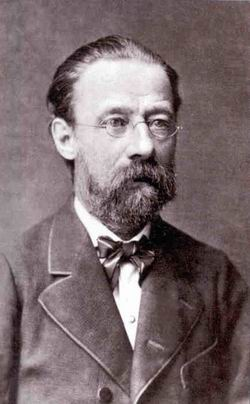
Бедржих Сметана
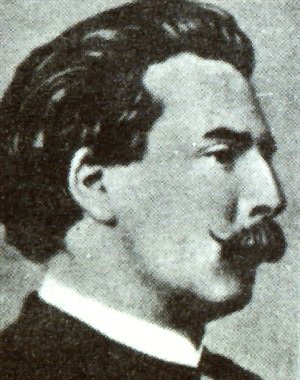
Шарль де Костер
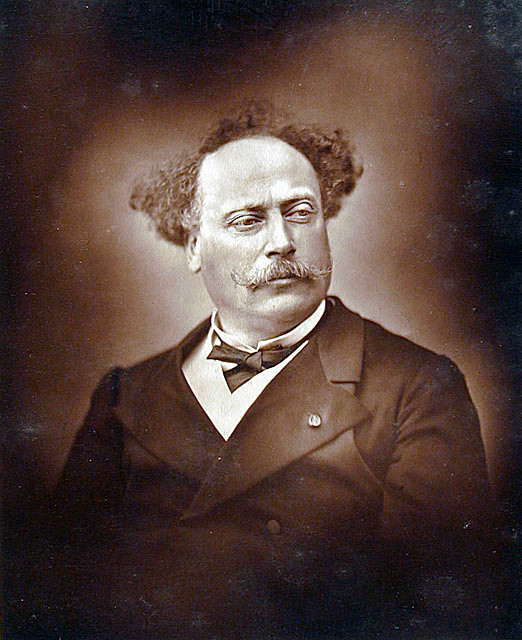
Александр Дюма (син)
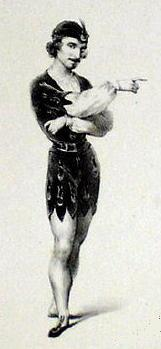
Артур Сен-Леон
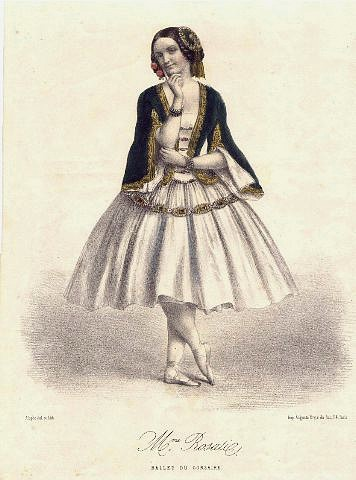
Кароліна Розаті
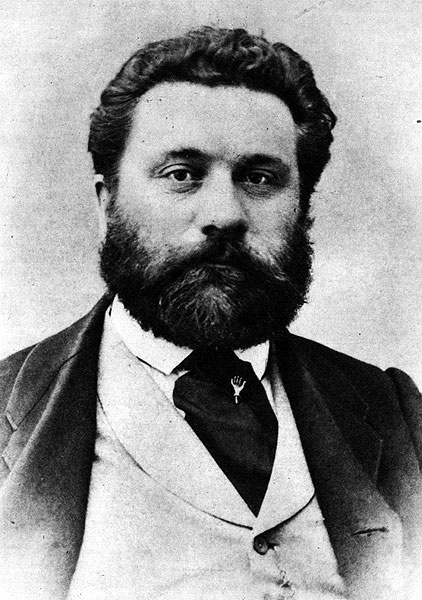
Франс Гедберг
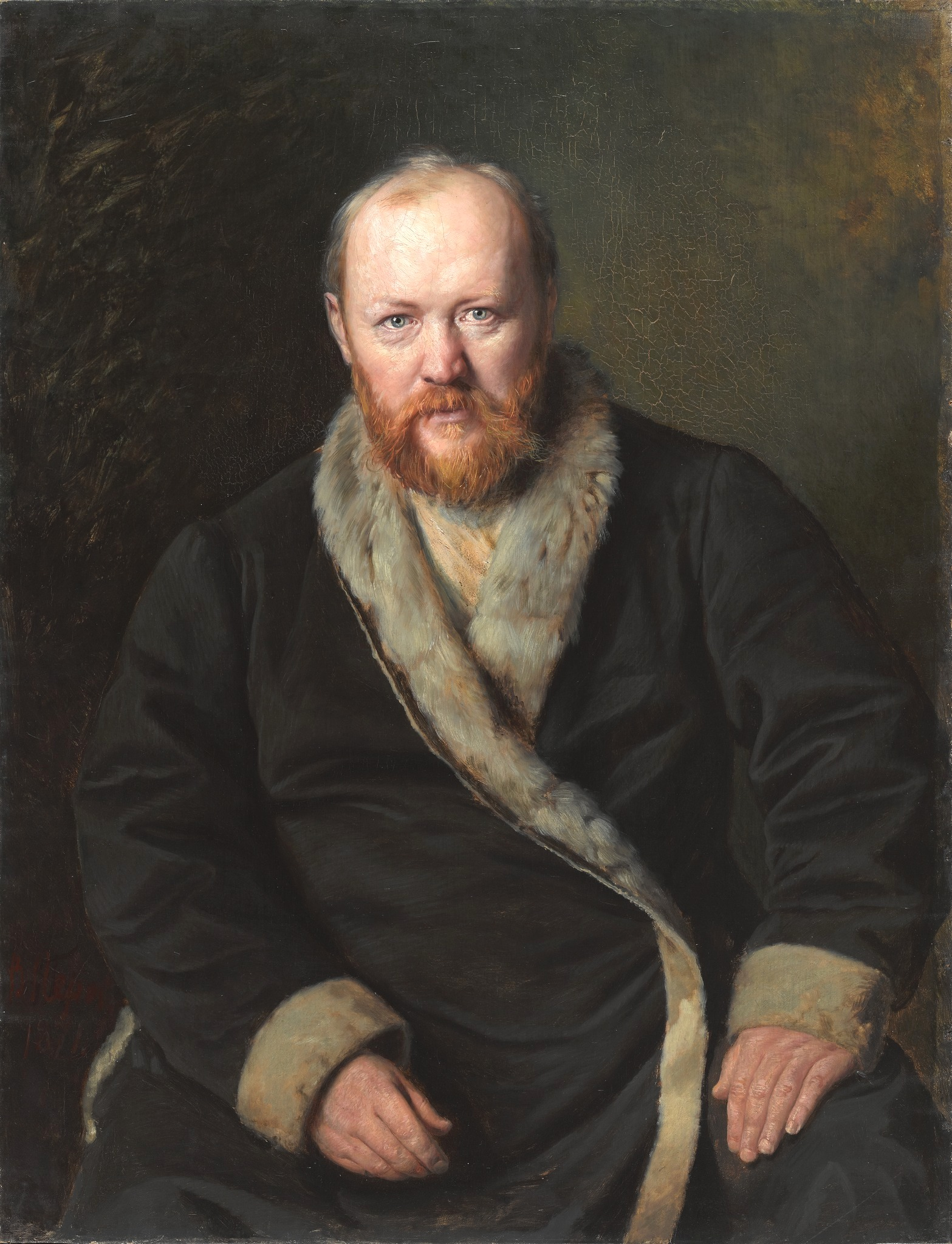
Олександр Островський
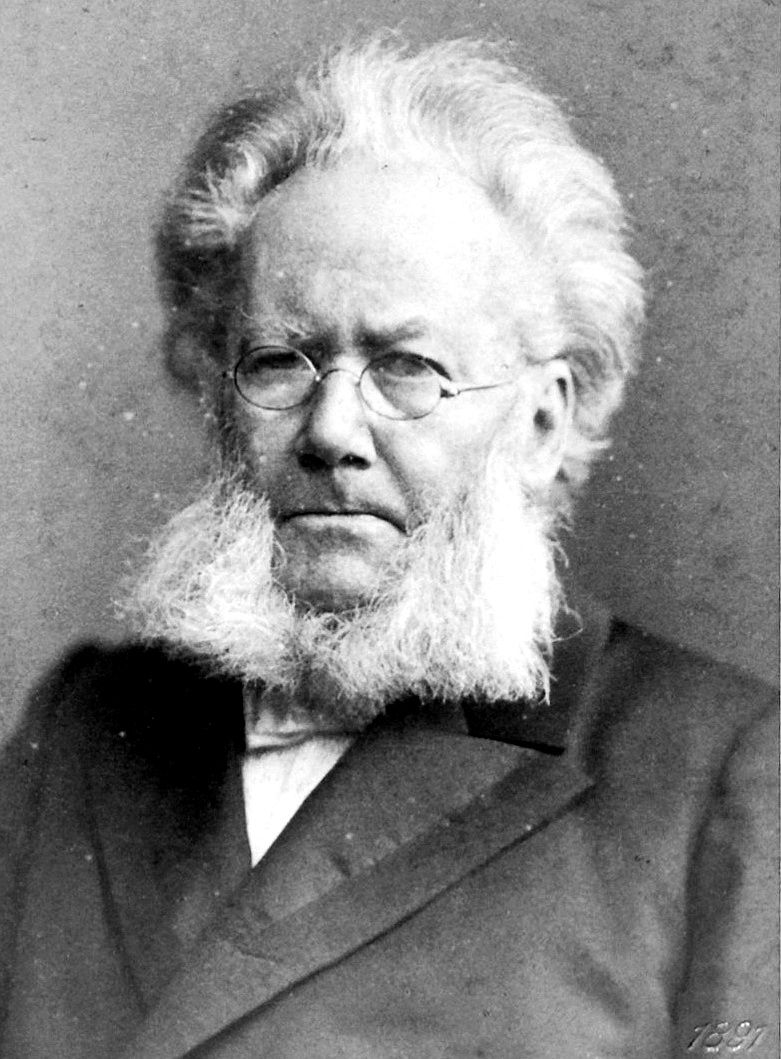
Генрік Ібсен
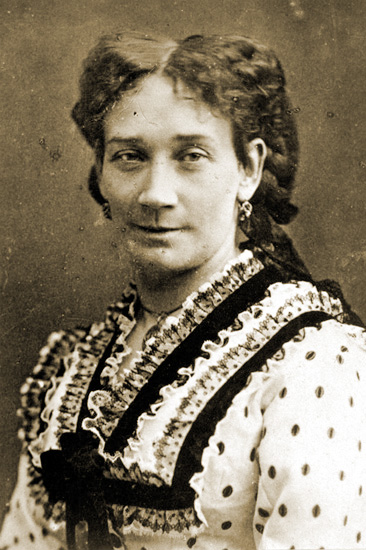
Катерина Васильєва
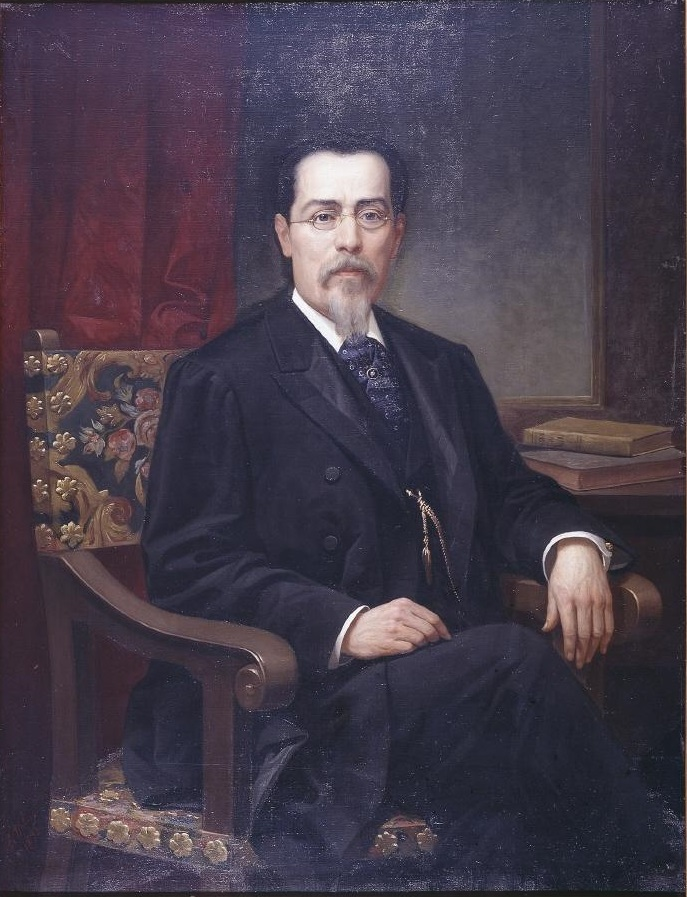
Мануель Тамайо-і-Баус
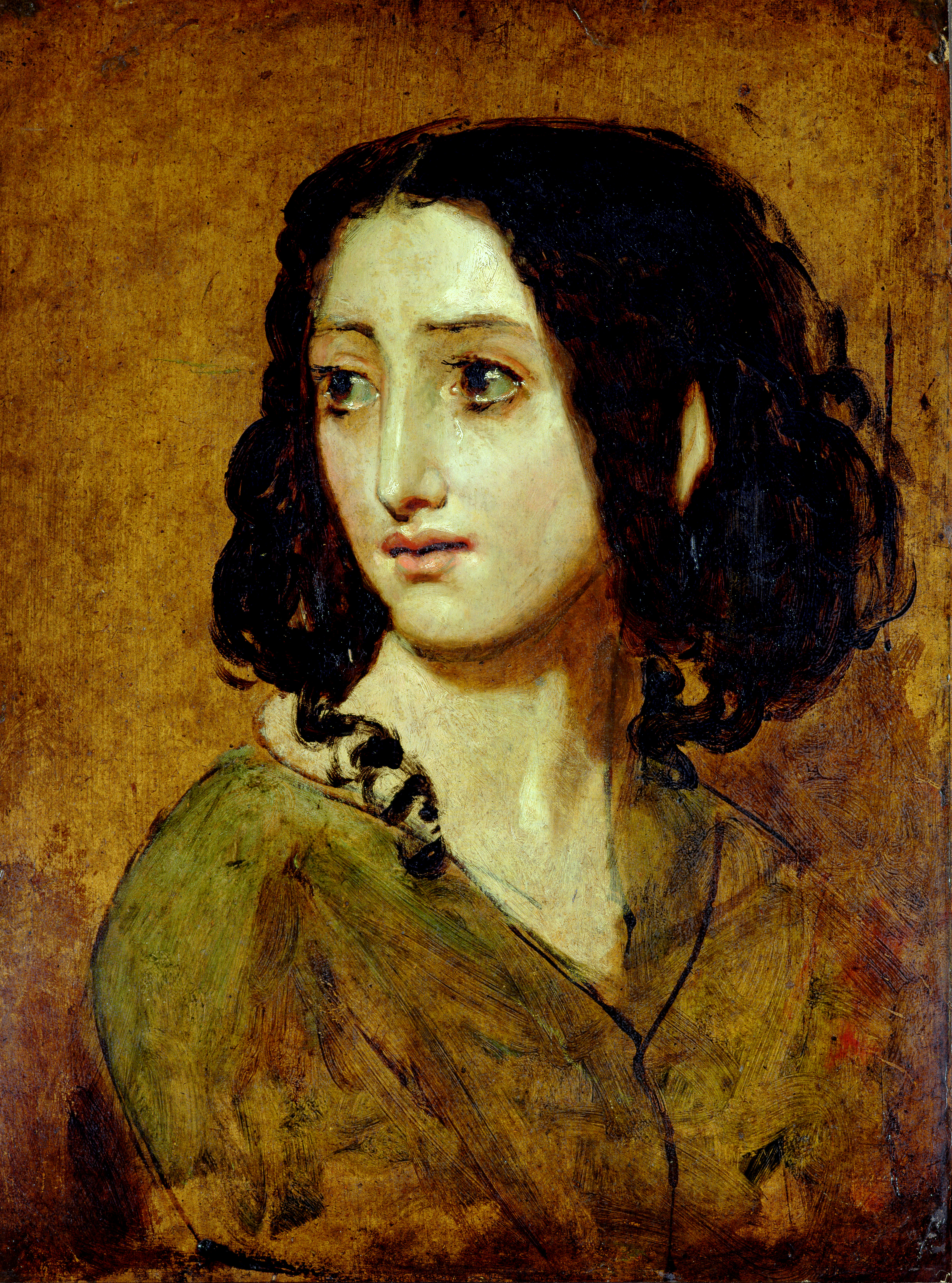
Еліза Рашель
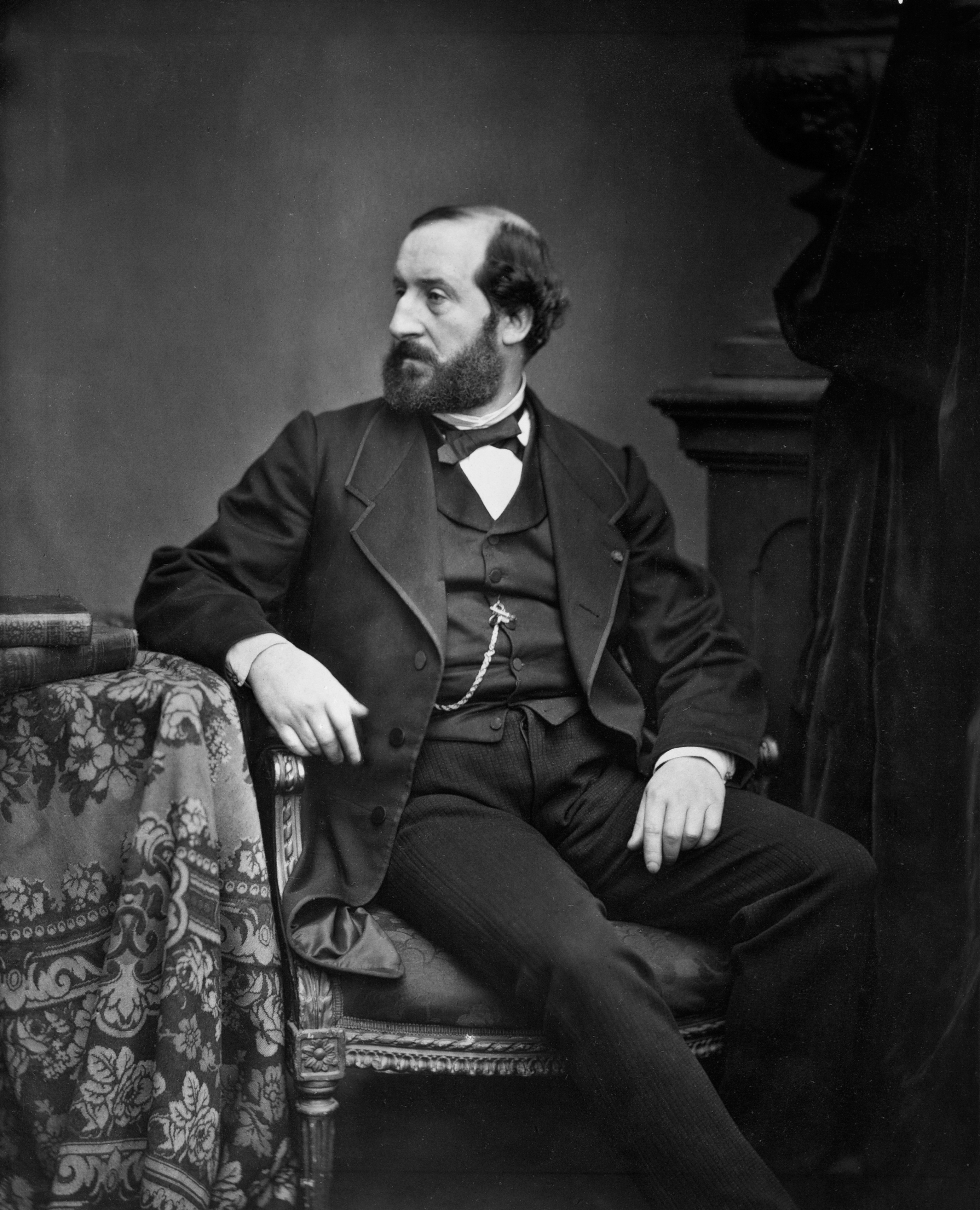
Еміль Ожьє
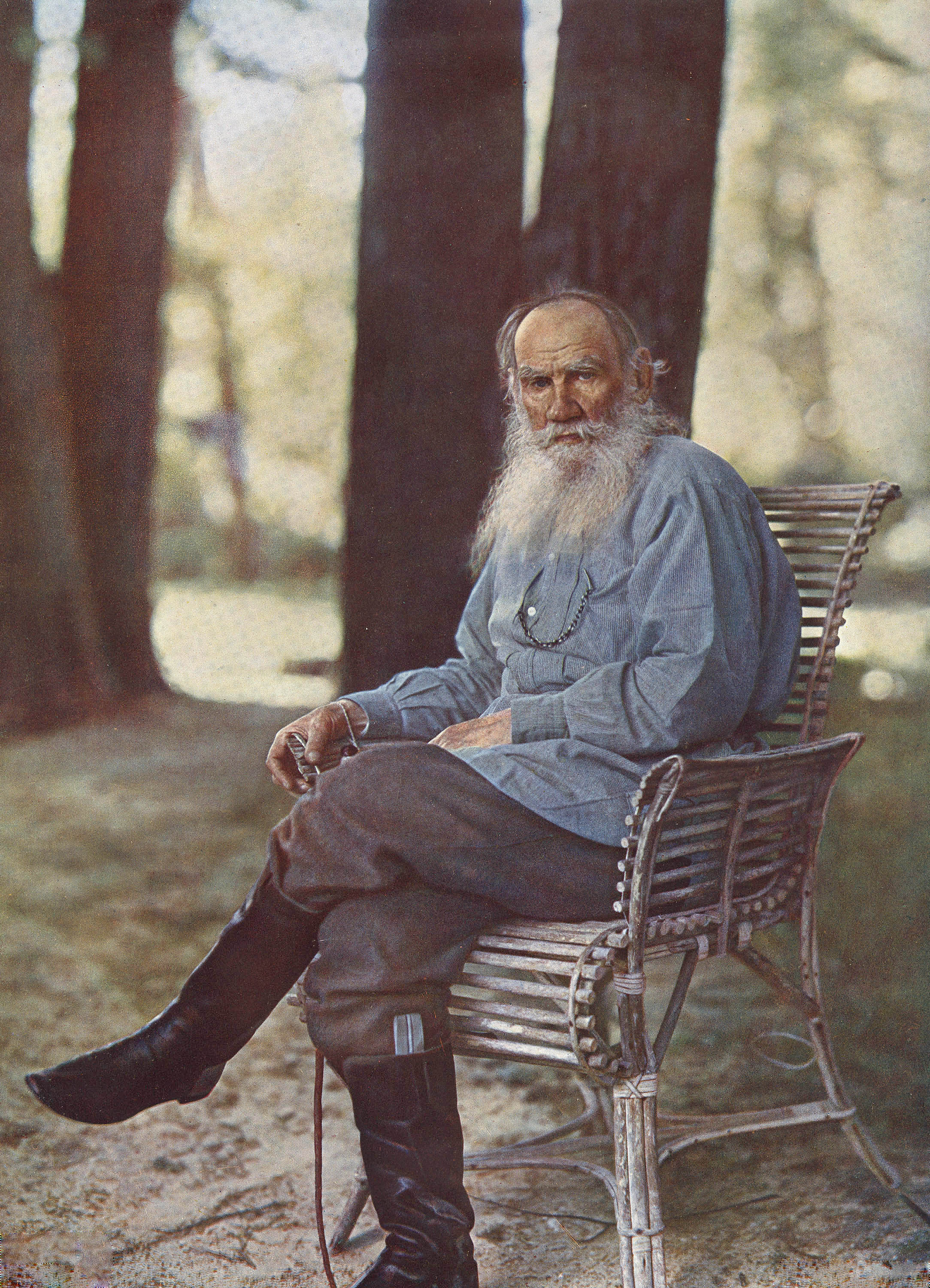
Лев Толстой

1820
- 17 вересня —
  -  Еміль Ож'є — французький драматург.

1821
- 21 лютого —
  -  Еліза Рашель[en] — французька театральна акторка.

- 17 вересня —
  -  Артур Сен-Леон[en] — французький балетний танцюрист і хореограф.

1823
- 12 квітня —
  -  Олександр Островський — російський драматург, перекладач. Лауреат Уваровської премії.

1824
- 2 березня —
  -  Бедржих Сметана — чеський композитор, диригент, піаніст, основоположник чеської опери

- 27 липня —
  -  Александр Дюма (син) — французький письменник, драматург

1826
- 13 грудня —
  -  Кароліна Розаті[ru] — італійська балерина.

- ??? —
  -  Еразм Фабіянський — польський художник, ілюстратор, сценограф (народився у Житомирі, вивчав медицину в Києві[5])

1827
- 5 березня —
  -  Леонід Глібов — український поет, байкар

- 20 серпня —
  -  Шарль де Костер — бельгійський письменник

- 19 вересня —
  -  Сергій Васильєв[ru] — російський актор.

1828
- 2 березня —
  -  Франс Гедберг[en] — шведський драматург, поет, лібретист[6].

- 20 березня —
  -  Генрік Ібсен — норвезький драматург і поет, реалістичні і суперечливі п'єси якого революціонізували європейський театр.

- 9 вересня —
  -  Лев Толстой — російський письменник, мислитель.

1829
- 28 серпня —
  -  Катерина Васильєва — російська драматична акторка.

- 15 вересня —
  -  Мануель Тамайо-і-Баус[en] — іспанський драматург.

### Померли

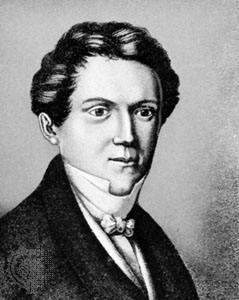
Вільгельм Гауфф (24)
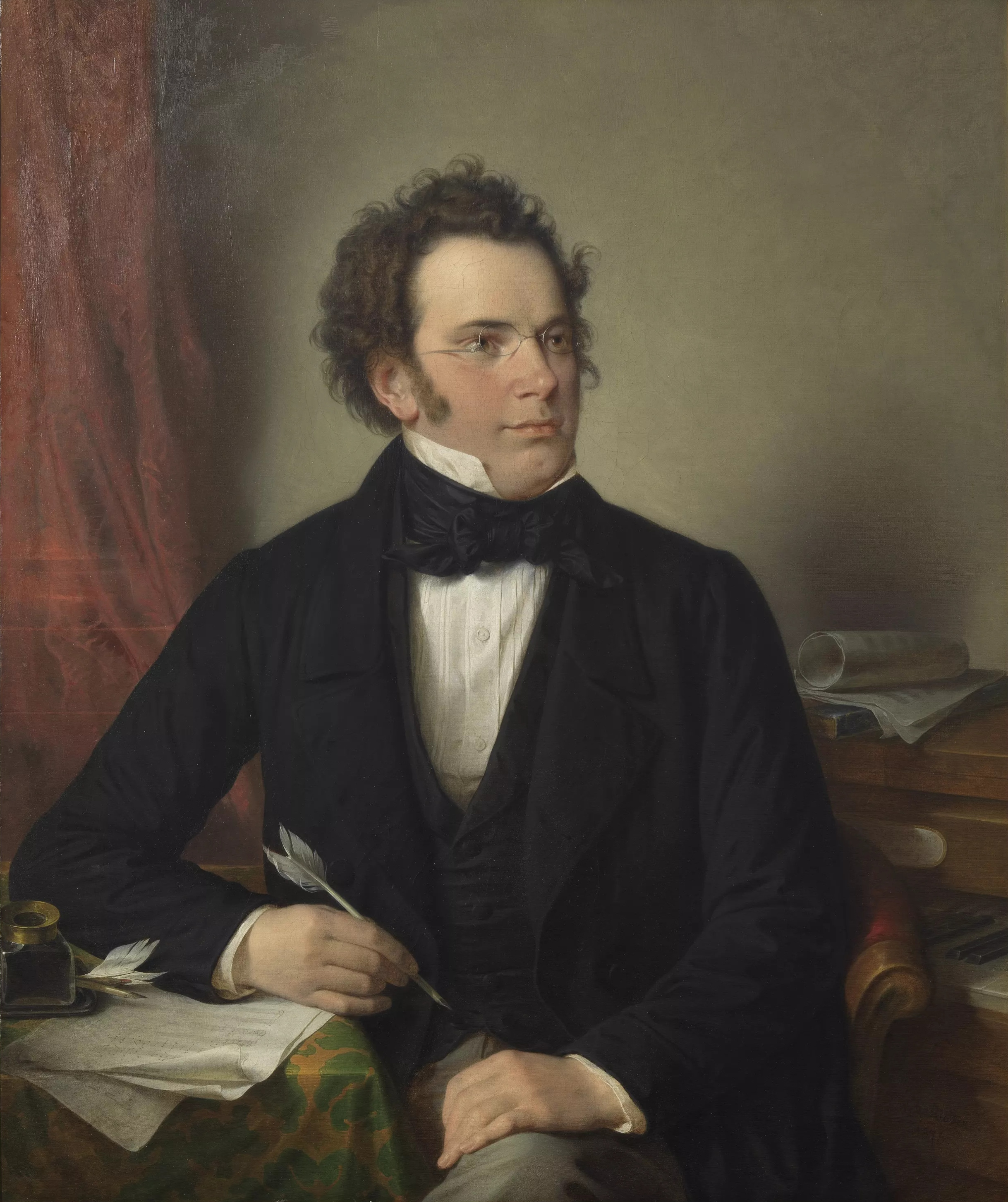
Франц Шуберт (31)
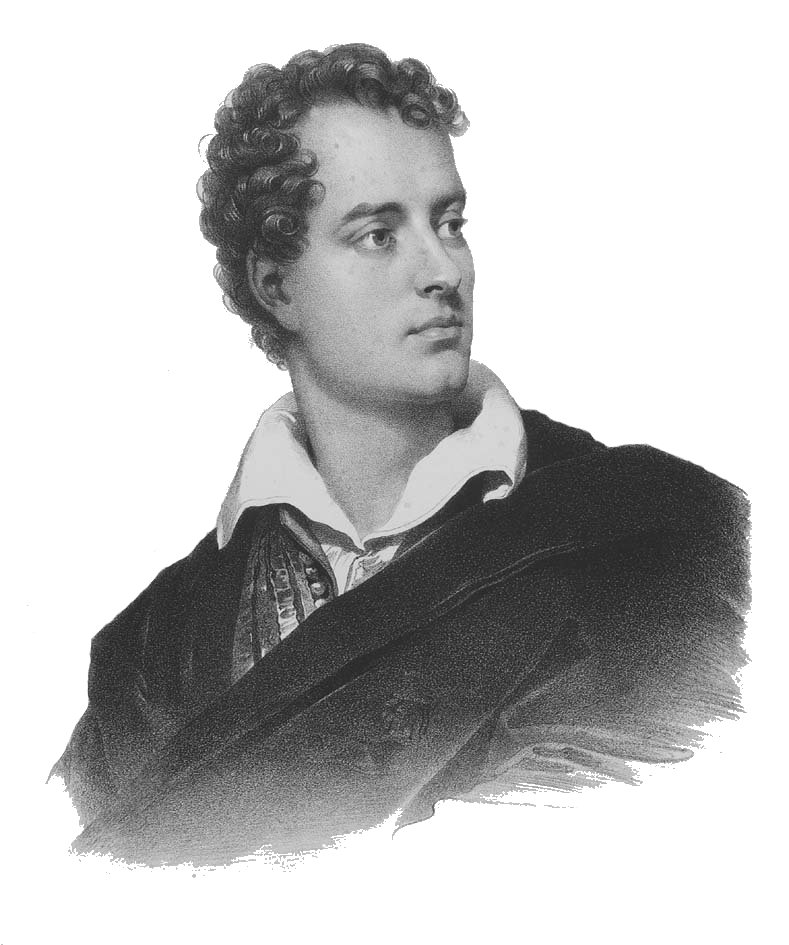
Джордж Байрон (36)
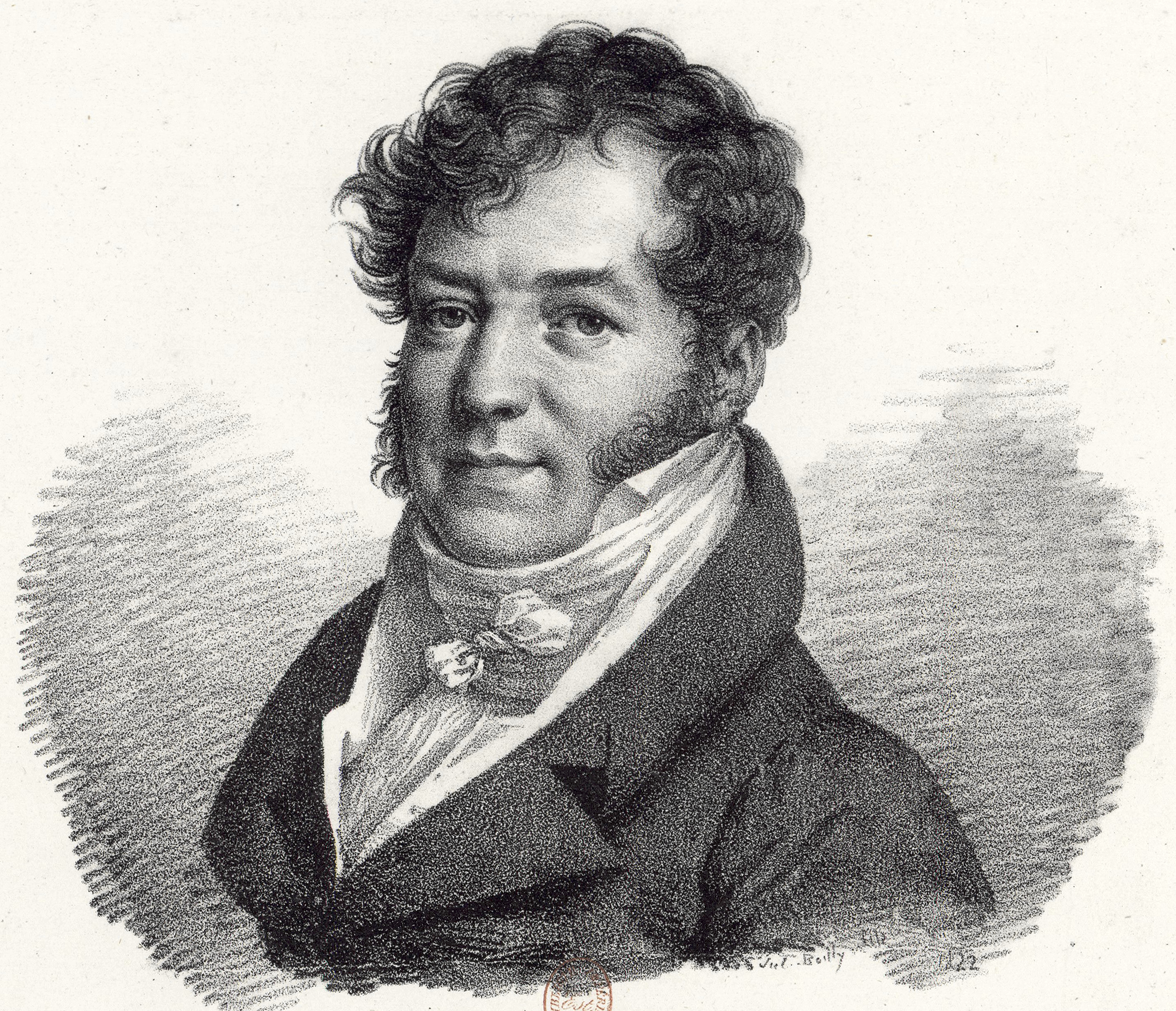
Етьєн Еньян (51)
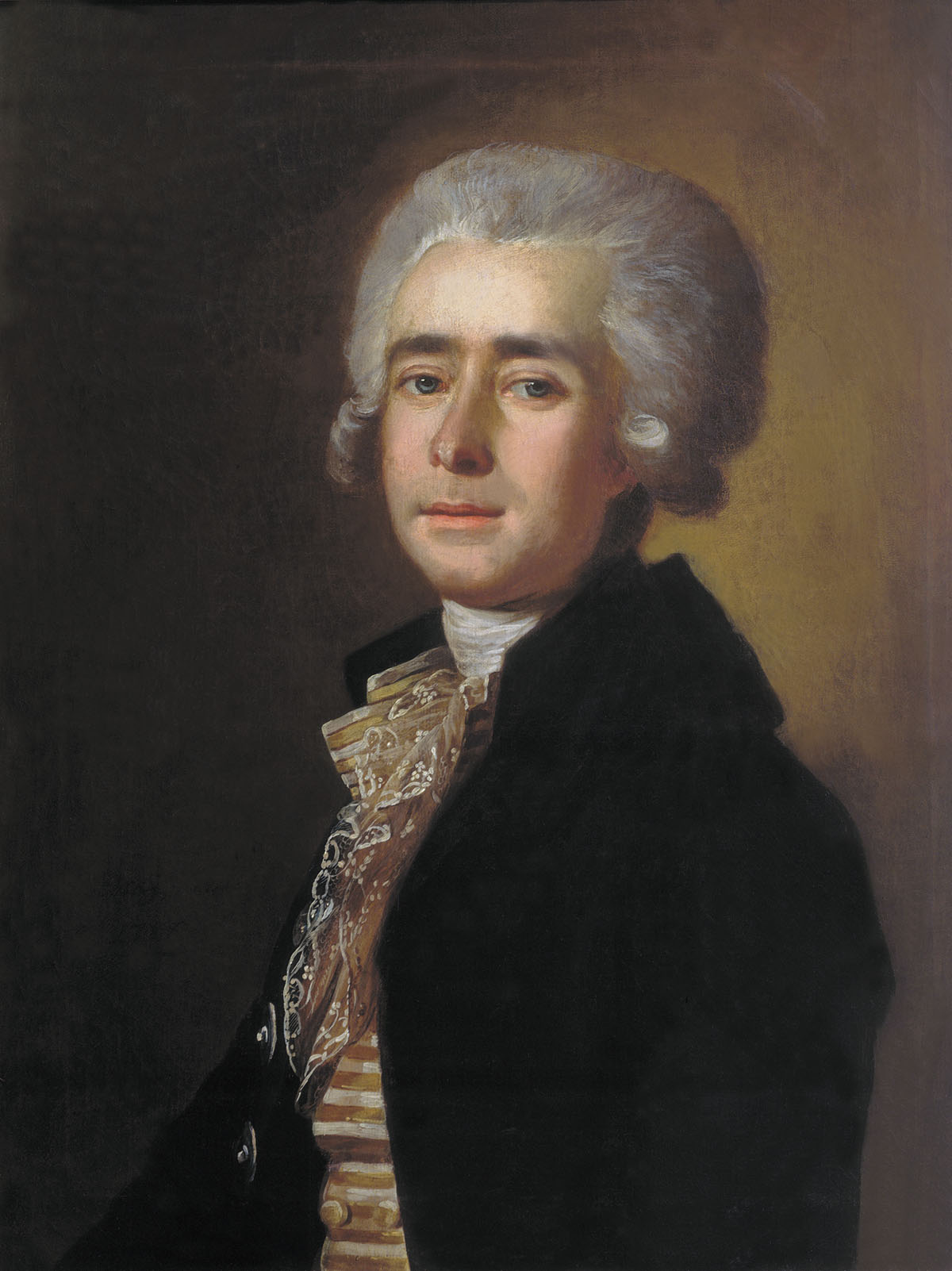
Дмитро Бортнянський (73)

1823
- 5 серпня —
  -  Олександр-Луї-Бертран Бонуар[fr] (77) — французький драматург[7]

1824
- 19 квітня —
  -  Джордж Гордон Байрон (36) — англійський поет

- 21 червня —
  -  Етьєн Еньян[fr] (51) — французький драматург[8]

1825
- 10 жовтня —
  -  Гетьманщина Дмитро Бортнянський (73) — український композитор, співак і диригент, автор 6 опер, камерно-інструментальних творів, хорових циклічних концертів, 10 двохорних концертів, херувимських та причасних творів

1827
- 18 листопада —
  -  Вільгельм Гауфф (24) — німецький письменник-казкар

1828
- 19 листопада —
  -  Франц Петер Шуберт (31) — австрійський композитор, один із основоположників романтизму в музиці